# روبرت ميجر
روبرت ميجر هو سياسي كندي، ولد في 17 فبراير 1915 في أوتاوا في كندا، وتوفي في 7 أغسطس 1997 في سان لامبرت في كندا. حزبياً، نشط في الحزب الليبرالي الكندي. وقد انتخب عضو مجلس العموم الكندي.